# Thác Voi (Nam Ban)

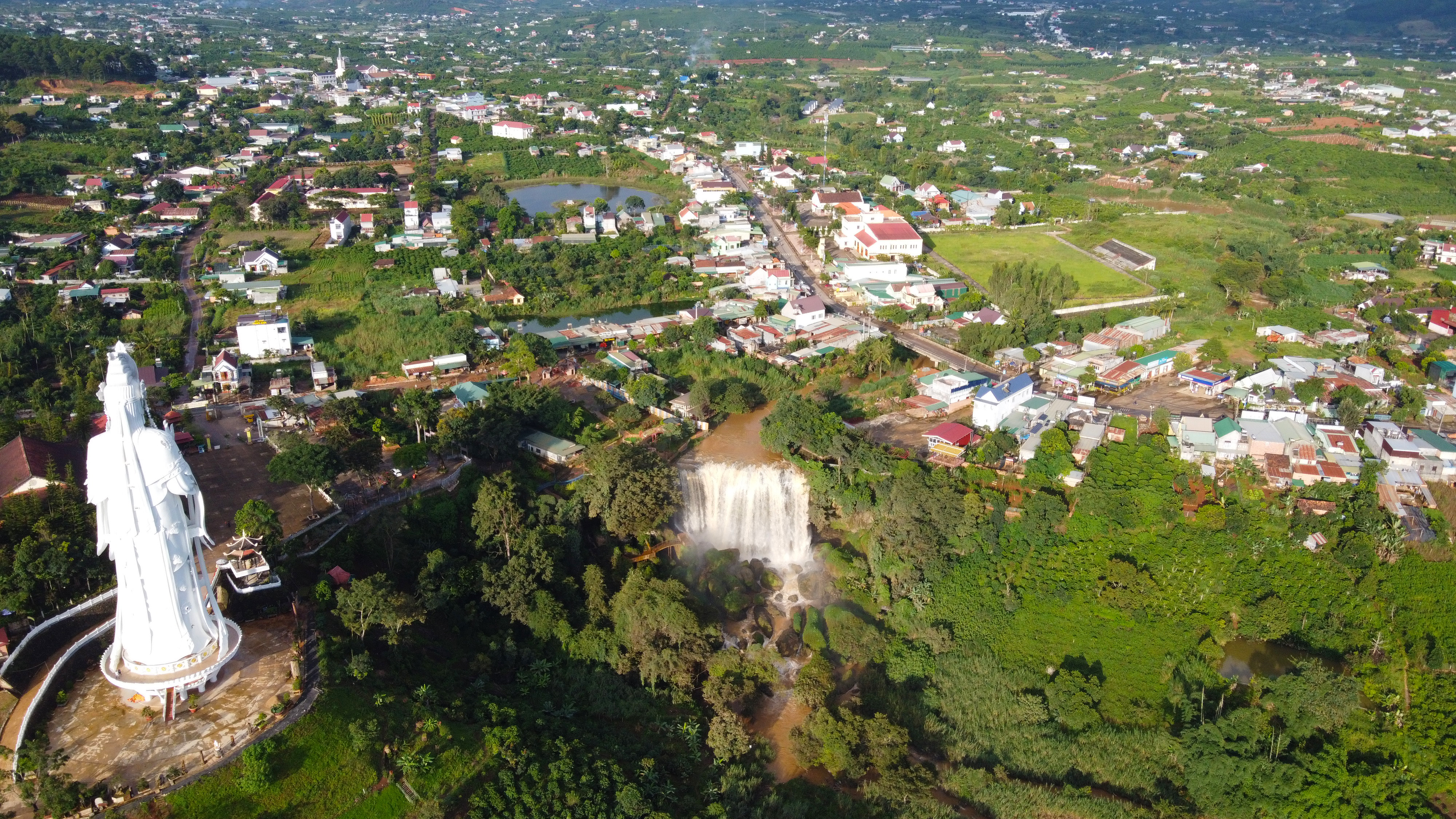
Thác Voi

Thác Voi hay có tên là thác Liêng Rơwoa, thuộc thị trấn Nam Ban, huyện Lâm Hà, Lâm Đồng, nằm trên dòng sông Cam Ly. Thác nằm cách Đà Lạt chừng 25 km, có chiều rộng khoảng 40m, chiều cao hơn 30m. Bên thác có những tảng đá như chú voi con nên có tên gọi là thác Voi. Thác Voi ngày đêm ầm ầm đổ nước tạo nên những âm thanh như tiếng gầm của thú rừng .
Đây là một trong số ít thác còn giữ được nét hoang sơ của miền đất Tây Nguyên. Năm 2001 thác Voi đã được công nhận là di tích - thắng cảnh quốc gia.
Mặc dù dự án tôn tạo thác Voi được phê duyệt từ năm 2002 nhưng hiện nay, do không được quan tâm bảo trì đúng mức, cảnh quan thác Voi đang bị phá hủy .

## Truyền thuyết
Theo truyền thuyết ngày xưa, có một vị tù trưởng của vùng núi Jơi Biêng có cô con gái rất đẹp. Mỗi khi sơn nữ cất giọng hát thì lá rừng thôi xào xạc, đàn chim ngừng tiếng hót để lắng nghe. Người yêu của nàng là con trai của tù trưởng làng bên. Chàng được rất nhiều người yêu mến, quý trọng không chỉ bởi vóc dáng vạm vỡ, khuôn mặt khôi ngô mà còn vì sự gan góc, dũng cảm ít ai sánh kịp của chàng. Họ đã trao lời hẹn ước nên duyên chồng vợ song chàng trai phải lên đường giết giặc và rồi nhiều mùa trăng trôi qua mà chẳng thấy quay về. Cô gái đau khổ tìm đến ngọn núi hoang vắng mà trước kia họ từng trao lời non hẹn biển, cất tiếng hát tha thiết, sầu thảm với hy vọng người trong mộng tìm về chốn xưa. Rồi tin chàng đã hi sinh ngoài chiến trường cũng đến tai nàng.
Thế nhưng, sơn nữ vẫn không chịu chấp nhận sự thật phũ phàng đó. Nàng cứ hát, hát mãi cho đến khi kiệt sức, ngã quỵ và không bao giờ gượng dậy được nữa. Đàn voi phủ phục nghe nàng hát bấy lâu nay cũng hóa đá lặng câm. Thần núi cũng đã cảm động trước tình yêu nồng nàn, son sắt của nàng mà khóc. Nước mắt của thần hòa vào dòng suối để vỗ về cho người con gái thủy chung.Tiếng thác nước rì rầm hòa cùng tiếng xào xạc của rừng cây, tiếng líu lo chim hót như tiếp nối lời ca, tiếng đàn của sơn nữ xinh đẹp, thủy chung. Người K'ho bèn đặt tên cho thác là Liêng Rơwoa Jơi Biêng - thác của những con voi phủ phục hóa đá trước tình yêu nồng nàn, son sắt.

## Bảo tồn di tích
Năm 2001 thác Voi đã được công nhận là di tích - thắng cảnh quốc gia.
Năm 2002, một nhóm người ở thị trấn Nam Ban góp vốn đầu tư thành lập Công ty cổ phần Thác Voi, với một dự án đầu tư đã được Ủy ban Nhân dân tỉnh phê duyệt từ năm 2005, nhưng sau đó dự án không được triển khai. Công ty cổ phần Thác Voi không đủ năng lực đầu tư mà cố tình kéo dài để chờ sang nhượng kiếm lời  và chỉ rào thác, bán vé thu tiền vào cổng và đến cuối năm 2007 thì sang nhượng lại dự án này cho Công ty Cổ phần Xây dựng và Thương mại Bình Phát .
Hiện nay, do không được quan tâm bảo trì đúng mức, cảnh quan thác Voi đang bị phá hủy. Mặc dù Sở Văn hóa Thông tin Lâm Đồng đã nhiều lần kiểm tra và nhắc nhở nhưng tình hình vẫn không biến chuyển mà thậm chí lại bị phá hủy nghiêm trọng hơn .